# Testudovolva
Testudovolva is een geslacht van weekdieren uit de klasse van de Gastropoda (slakken).

## Soorten
- Testudovolva ericae (Cossignani & Calo, 2002)
- Testudovolva intricata C. N. Cate, 1973
- Testudovolva nebula (Azuma & C. N. Cate, 1971)
- Testudovolva nipponensis (Pilsbry, 1913)
- Testudovolva orientis C. N. Cate, 1973
- Testudovolva pulchella (H. Adams, 1873)

### Synoniemen
- Testudovolva freemani (Liltved & Millard, 1994) => Prionovolva freemani Liltved & Millard, 1994
- Testudovolva quaestio C. N. Cate, 1973 => Testudovolva intricata C. N. Cate, 1973
- Testudovolva somaliensis Fehse, 2001 => Margovula somaliensis (Fehse, 2001)